# Богодарівка (Новоукраїнський район)
Богода́рівка — село в Україні, у Добровеличківській селищній громаді Новоукраїнського району Кіровоградської області. Населення становить 190 осіб.

## Населення
Згідно з переписом УРСР 1989 року чисельність наявного населення села становила 207 осіб, з яких 84 чоловіки та 123 жінки.
За переписом населення України 2001 року в селі мешкало 189 осіб.

### Мова
Розподіл населення за рідною мовою за даними перепису 2001 року:
| Мова       | Відсоток |
| ---------- | -------- |
| українська | 95,26 %  |
| російська  | 3,16 %   |
| молдовська | 1,58 %   |

## Особистості
- В. П. Бондар — артилерист, Герой Радянського Союзу.